# 潮剧剧目列表
全球各地潮剧剧目列表

## 2劃
- 《丁日昌》
- 《丁蘭刻木》
- 《二乞食》
- 《二女爭夫》
- 《二王篡位》
- 《二世姻緣》
- 《二度梅》
- 《二歲夫》
- 《二龍山》
- 《八仙賀壽》
- 《八仙圖》
- 《八品官》
- 《八美圖》
- 《八寶金鐘》

## 3劃
- 《三國奇緣》
- 《三闖宮》
- 《大河情》
- 《大俠復仇》
- 《大紅袍》
- 《大香山》
- 《大破迷魂陣》
- 《大破韓家莊》
- 《大逼堂》
- 《大義滅親》
- 《大腳夫人》
- 《大鬧秦府》
- 《大鬧萬花樓》
- 《大鬧開封府》
- 《大難陳三》
- 《大覺寺》

## 4劃
- 《丰順案》
- 《五鳯樓》
- 《井邊會—回書》——劉咬臍
- 《反朝歌》
- 《夫人城》
- 《夫妻服赧》
- 《方世玉出世》
- 《方淡林》
- 《水牢案》
- 《父子雙登魁》
- 《王老虎搶親》
- 《王茂生進酒》
- 《王熙鳳》
- 《不孝報》

## 5劃
- 《包公三勘蝴蝶夢》
- 《包公出世》
- 《包公初開鍘》
- 《包公陳情》
- 《包公斬杜虎》
- 《包公斬洪云》
- 《包公斬楊韜》
- 《包公斬趙王》
- 《包公斬龐洪》
- 《包公斬龐倫》
- 《包公斬龐雄》
- 《包公設宴》
- 《包公會李后》
- 《包公審白鶴》
- 《包公審朱弘史》
- 《包公審李雄》
- 《包公審和尚》
- 《包公審桂樹》
- 《包公審烏驢》
- 《包公審郭槐》
- 《包公審義鳥》
- 《包公審義猴》
- 《半空彩鳳》
- 《四郎探母》
- 《打五虎》
- 《打店》
- 《打神》
- 《打鳥記》
- 《打焦贊》
- 《打蓬州》
- 《打嚴嵩》
- 《白氏取仙草》
- 《白玉扇》
- 《白玉鳳》
- 《白兔女》
- 《白兔記》
- 《白狗精》
- 《白金龍》
- 《白骨美人》
- 《白扇記》
- 《白扇誤》
- 《白高梁》
- 《白蛇傳》
- 《白鹿出洞》
- 《白景修》
- 《白獐記》
- 《白蓮寺》
- 《白龍女》

## 6劃
- 《北虎合》
- 《安安送米》
- 《安國夫人》
- 《安祿山造反》
- 《朱玉蓮》
- 《百花台》
- 《百花寺》
- 《百花贈劍》
- 《百里奚》
- 《百里橋》

## 7劃
- 《佛太子》
- 《別張公》
- 《吳越春秋》
- 《呆子孝義》
- 《呆中福》
- 《串戲定親》
- 《告親夫》
- 《扼死鸚鵡》
- 《杜十娘》
- 《杜王斬子》
- 《杜翰林》
- 《沉香扇》
- 《狄仁杰》
- 《狄青下山》
- 《狄青比武》
- 《狄青收妖》
- 《狄青走錯路》
- 《狄青取珍珠旗》
- 《狄青取假旗》
- 《狄青取旗》
- 《狄青詐死》
- 《狄青會姑》
- 《狄青解徵衣》
- 《狄青徵西》
- 《狄青歸天》
- 《狄龍狄虎》

## 8劃
- 《芙蓉帳》
- 《芙蓉精》
- 《芙蓉精盜仙丹》
- 《返心報》
- 《采茶》
- 《車衣店自由配》
- 《妲己亂紂》
- 《妲己亂紂》
- 《定親》
- 《放金鯉》
- 《武則天》
- 《肥瘦二呆》
- 《苦盡甘來》
- 《范蠡獻西施》
- 《長明鏡》
- 《長相思》
- 《金花女》
- 《金花牧羊》
- 《刺秦虎》
- 《刺梁》
- 《刺梁驥》

## 9劃
- 《威武帝遊江南》
- 《春秋配拾玉釵》
- 《春草闖堂》——據舊本《鄒雷霆》整理改編的
- 《春香傳》
- 《春嫂》
- 《段紅玉》
- 《洪承疇》
- 《珍珠塔》
- 《皇帝與村姑》
- 《背解紅羅》
- 《赴彩樓》
- 《風水案》
- 《風花雪月》
- 《風雨媒》
- 《風映紅裙》
- 《風流天子》
- 《風流宮》
- 《風凰圖》
- 《風雪配》
- 《風箏誤》
- 《飛虹兒》
- 《飛霞傳》
- 《飛龍女》
- 《飛龍刺狄青》
- 《飛龍亂國》
- 《洛水仙姬》
- 《柳玉娘》

## 10劃
- 《除魏黨》
- 《徐九經升官記》
- 《恩仇記 》
- 《柴大憨》
- 《柴房會》
- 《桃花過渡》
- 《浮山案》
- 《班超從戌》
- 《秦香蓮》
- 《粉妝樓》
- 《華山會》
- 《袁崇煥》
- 《豹王出洞》

## 11劃
- 《陳三五娘》——即《荔鏡記》
- 《陳太爺選婿》
- 《陳玉標》
- 《陳北科做國舅》
- 《陳北科認皇后》
- 《陳光壘赴任》
- 《陳州糶米》
- 《陳廷秀》
- 《崔子弒齊君》
- 《崔如玉》
- 《張春郎削發》
- 《彩云球》
- 《彩鳳球》
- 《彩樓誤》
- 《得雙嬌》
- 《曹相下獄》
- 《曹翠娥》
- 《曹操圍徐州》
- 《終南魂》
- 《釵頭鳳》
- 《掠帽風會李后》

## 12劃
- 《單拖車》
- 《悲劇王》
- 《搜樓》
- 《琵琶記》
- 《盜仙草》
- 《盜草》
- 《程文明》
- 《程玉梅》
- 《程玉梅射虎》
- 《程咬金》
- 《程咬金照鏡》
- 《程咬金賣鹽》
- 《程嬰救孤》
- 《董槐會母》
- 《補鍋》
- 《馮太爺》
- 《馮玉》
- 《馮玉山》
- 《惡毒婆》

## 13劃
- 《愁龍苦鳳兩翻身》
- 《愛玉生子》
- 《愛玉歸天》
- 《慈云走國》
- 《暗借家財》
- 《楊乃武與小白菜》
- 《楊令婆辯本》
- 《楚臣招親》
- 《當金環》
- 《痴呆皇子》
- 《痴夢》

## 14劃
- 《奪元》
- 《奪印》
- 《對花槍》
- 《滴滴淚》
- 《漢文皇后》
- 《碧玉簪》
- 《碧血揚州》
- 《碧波仙子》
- 《翠芳樓》
- 《趙少卿》
- 《趙氏孤兒》
- 《鄧文良》
- 《鄭元和落難》
- 《雌雄劍》
- 《鳳地記》
- 《鳳冠夢》
- 《鳳凰山》
- 《鳳凰閣》

## 15劃
- 《蔡伯皆祭墳》
- 《蔡相》
- 《蔡相教三太子嘉慶》
- 《德政碑》
- 《樊梨花》
- 《樊梨花大破洪水陣》
- 《樊梨花斬楊凡》
- 《潑水成親》
- 《潑水記》
- 《潮陽案》
- 《蝶戀花》
- 《鬧釵》
- 《劉伯溫敗陳友諒》
- 《劉明珠》
- 《劉備招親》

## 16劃
- 《擋馬》
- 《獨騎王子》
- 《縛亞啞》
- 《錯中緣》
- 《錯怪好人》
- 《錯談錯》

## 18劃
- 《藏書》
- 《斷橋會》
- 《雙喜店》
- 《辭郎洲》

## 19劃
- 《顛倒洞房》
- 《羅通掃北》

## 20劃
- 《蘇六娘》
- 《寶牛救主》
- 《寶玉花》
- 《寶林認父》
- 《寶蓮寺》
- 《寶鏡篇》

## 21劃
- 《辯本》
- 《霸王別姬》

## 23劃
- 《變尸》

### 泰語潮劇劇目
- 《包公斬陳世美》
- 《包公會李后》
- 《包公鍘侄》
- 《忠烈楊家將》
- 《烏盆案》
- 《趙子龍救阿斗》